# Matteo Renzi
Matteo Renzi (Firenze, 1975. január 11.) olasz politikus, 2014-től 2016-ig Olaszország miniszterelnöke volt. 2014. július 1-jétől december 31-éig az Az Európai Unió Tanácsának elnöki tisztét töltötte be. 2013. december 15-től 2017. február 19-ei lemondásáig a Demokrata Párt titkára. Ezt megelőzően 2004–2009 között Firenze megye elnöke, 2009–2014 között pedig Firenze polgármestere volt.
39 évesen választották miniszterelnökké, ezzel Benito Mussolinit megelőzve Olaszország legfiatalabb kormányfője lett az 1861-es egyesítés óta. Ugyancsak ő az első, aki a polgármesteri széket cserélte a miniszterelnöki pozícióra.
Jelentősen módosított volna a csaknem hét évtizede fennálló olasz alkotmányos rendszeren, a kétkamarás olasz parlamenten belül a Szenátus hatalmának jelentős megnyirbálásával. Alkotmányos reformja azonban megfeneklett a 2016. decemberi népszavazáson. Az elutasítás nyomán Renzi lemondott, de a politikai pályával nem hagyott fel.
Kormánya számos reformot vezetett be. Változott a választási rendszer, lazítottak a munkaerőpiaci szabályokon, átalakították a közigazgatást, egyszerűsítették a civil ügyek bírósági tárgyalását, bevezették az azonos neműek élettársi kapcsolatát és számos kisadót töröltek el.

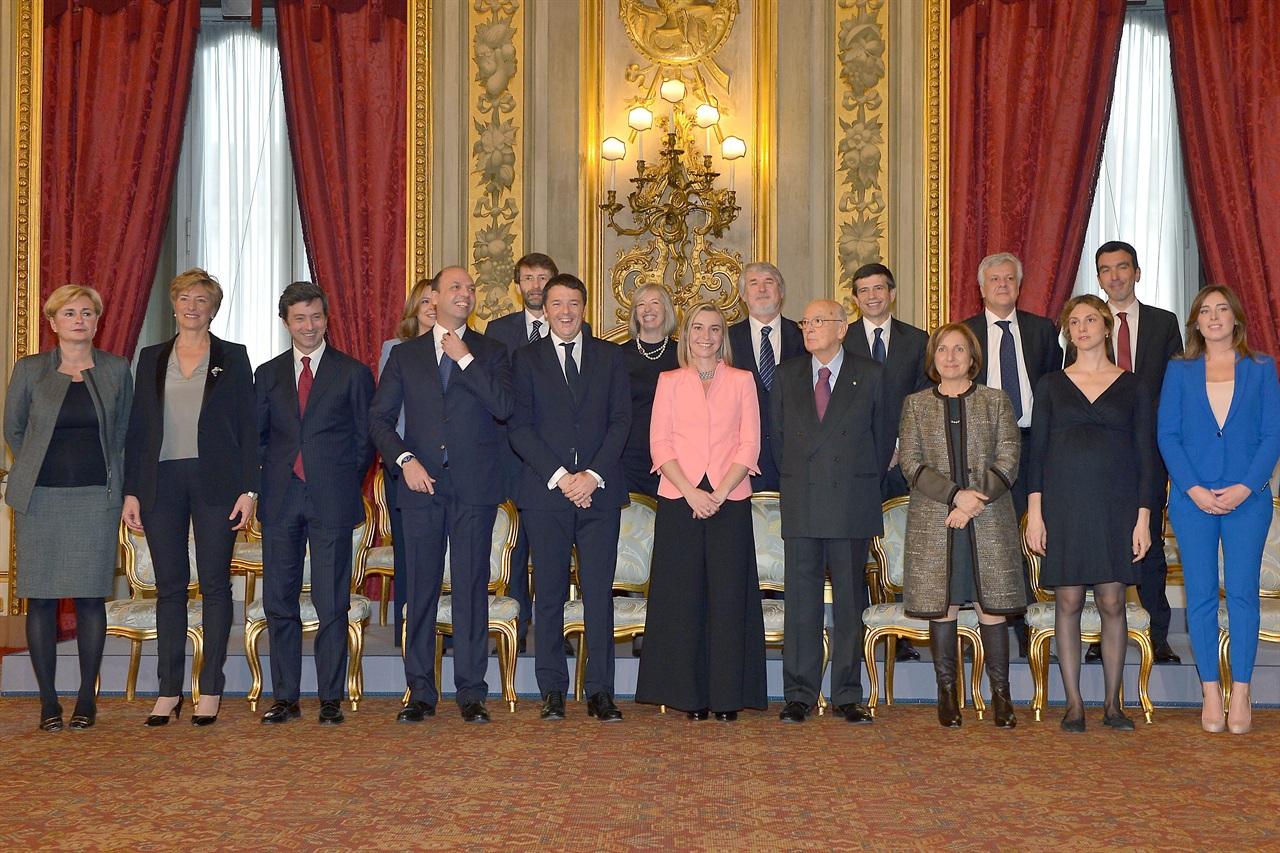
A Renzi-kormány Giorgio Napolitano köztársasági elnökkel

## Pályafutása
Firenzében született, majd Rignano sull’Arnóban nőtt fel. Fiatalkorát meghatározta a cserkészet. A középiskolát Firenzében végezte, majd jogi tanulmányokat folytatott. Ezt követően marketing szolgáltatásokat kínáló családi vállalkozását vezette, valamint cserkészvezetőként (rovervezetőként és a Camminiamo insieme folyóirat főszerkesztőjeként) működött. Jogi diplomáját 1999-ben szerezte meg, diplomamunkáját Firenze 1951–1956 közötti polgármesteréről írta.
Ezzel párhuzamosan megyei elnöke volt a centrista, kereszténydemokrata Olasz Néppártnak. 2004-ben Firenze megye elnökévé választották. Elnöki ciklusa alatt csökkentette az adókat és a közkiadásokat, de növelte a kultúrába és környezetvédelembe történő befektetéseket.

### Polgármester
2009 júniusában Firenze polgármesterévé választották. A képviselő-testület létszámát megfelezte a korábbiakhoz képest, és 50-50%-ban férfiakból és nőkből állította össze. Olaszországban elsőként olyan városrendezési tervet fogadtak el, ami megálljt parancsol a város terjeszkedésének a termőföldek rovására; megkezdték a történelmi belváros gyalogos övezetté alakítását, és elkötelezték magukat egy zöldebb város és a közlekedésbiztonság javítása mellett. Növelték az oktatási, szociális és kulturális beruházásokat.
500 ingyenes WiFi pontot hoztak létre a városban polgármestersége alatt. Az óvodai várólistákon lévők száma 90 százalékkal csökkent Firenzében.

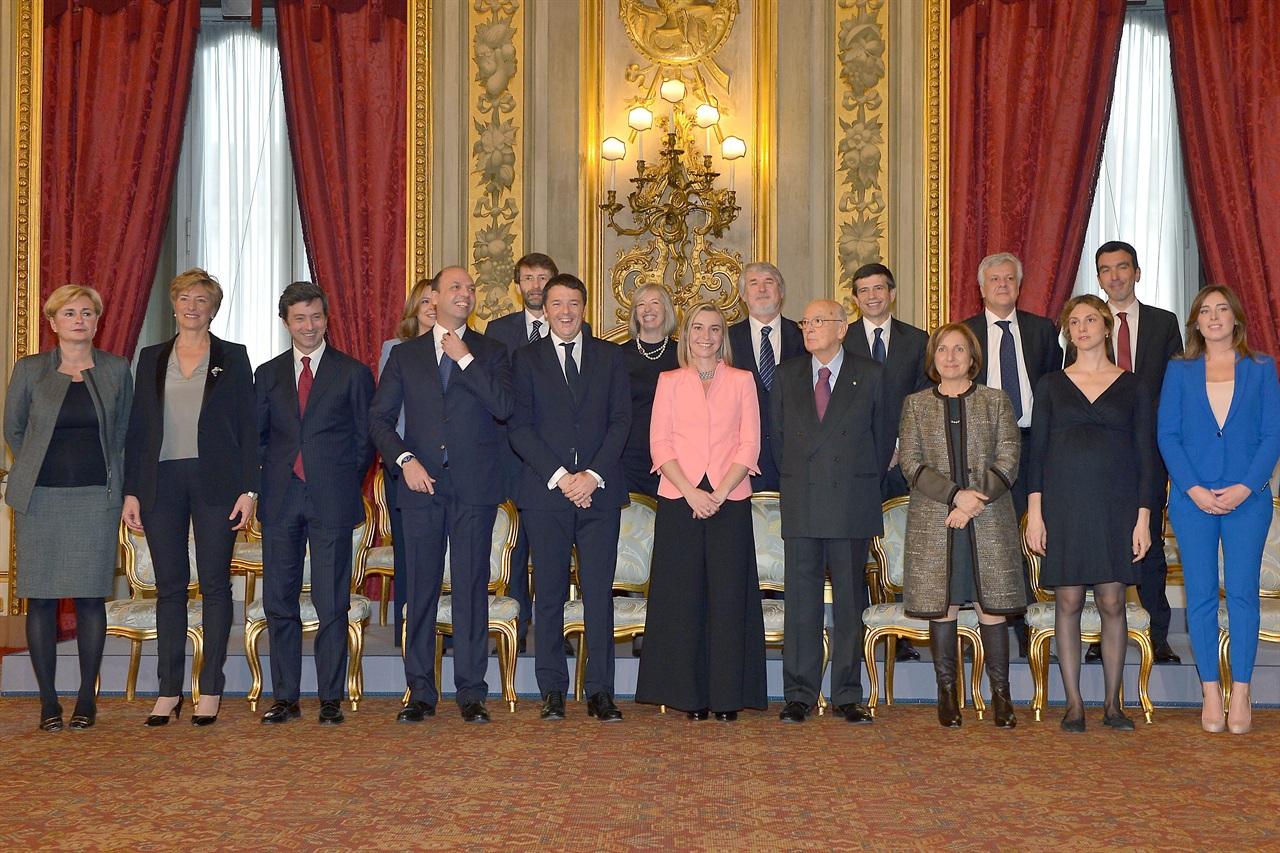
A Renzi-kormány Giorgio Napolitano köztársasági elnökkel

### Miniszterelnökként

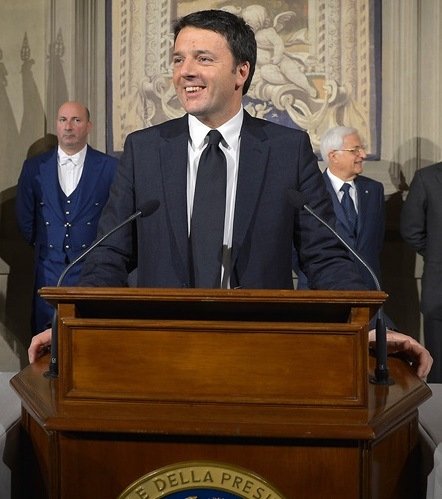
Renzi bejelenti kormánya megalakulását.

2014. január 17-én, miközben épp a La7 tévécsatorna "Le invasioni Barbariche" című talkshowjában kérdezgették a közte és Enrico Letta miniszterelnök közt kialakult feszültségről, Renzi azt twittelte, hogy #enricostaisereno ("Enrico, ne aggódj"), hogy megnyugtassa párttársát: nem szervez összeesküvést ellene.
Néhány héttel később, február 13-án a párt mégis arról szavazott, nagy többséggel támogatva Renzi felvetését arról, hogy szükség van "egy új kormányra, új időszakra és egy radikális reform programra". Percekkel azután, hogy a javaslatot 136 igen, 16 nem és két tartózkodás mellett megszavazták, a Palazzo Chigi – a miniszterelnök hivatalos rezidenciája – bejelentette, hogy Letta másnap benyújtja lemondását a Quirinale-palotában Giorgio Napolitano elnöknek.
Egy korábbi beszédében Renzi dicsérte Lettát és azt mondta, nem kíván bíráskodni felette. De, anélkül, hogy önmagát javasolta volna új miniszterelnöknek, arról is beszélt, hogy az eurózóna harmadik legnagyobb gazdaságának sürgősen "új időszakra" és "radikális programra" van szüksége, hogy a nagyon szükséges reformok megszülethessenek. Párton belül Renzi arról beszélt vezetőknek, hogy Olaszország "útkereszteződés" előtt áll és vagy új választások lesznek, vagy új kormány választások nélkül. Február 14-én Napolitano elnök elfogadta Letta lemondását.
Február 17-én Renzi kapott megbízást a kormányalakításra. Ezután Renzi több napig a Demokrata Párt, az Új Jobbközép, a kereszténydemokrata Közép Unió és a liberális Középső Választás vezetőivel. A megbeszéléseket élőben közvetítették az interneten. A felálló Renzi-kormány Olaszország máig legfiatalabb kormánya volt, 47 éves átlagéletkorral. Abban is ez volt az első, hogy a női kormánytagok száma elérte a férfi tagokét, beleértve a miniszterelnököt.
Beiktatásakor Renzi négy éven belül már a negyedik olasz miniszterelnök volt. Egyúttal Olaszország történetében a legfiatalabb miniszterelnök. Felemelkedését sokan úgy tekintették, mint egy nagyon szükséges generációváltás jelét az olasz politikában. Amikor átvette a kormányrudat, minden más politikusnál népszerűbb volt Olaszországban. Február 25-én bizalmi szavazást nyert az [[Olasz parlament]törvényhozásban]]: 169 szavazatot kapott a Szenátusban és 378-at a Képviselőház)ban.
2015. február 7-én, mikor Renzi egy éve kormányzott, a Középső Választás öt szenátora és két képviselője a Demokrata Pártba ment át, és Renzi kormányzását fő okként jelölték meg a pártváltásra.
2015. március 20-án Renzi rövid időre az infrastrukturális és közlekedési miniszter portfólióját is magához vonta, miután a miniszter, Maurizio Lupi lemondott egy korrupciós ügy miatt, amely infrastrukturális fejlesztéseket érintett és amelyekben többszörösen felmerült a neve.Graziano Delrio Renzi nem hivatalos alapon töltötte be a hivatalt Április 2-ig, ezután Graziano Delrio lett az új miniszter.
2016. december 4-én, miután elbukott a Renzi javasolta népszavazás, a miniszterelnök ígéretéhez híven bejelentette lemondását. A lemondást hivatalosan december 7-én nyújtotta be Sergio Mattarella elnöknek.

#### Belpolitikája

##### A munkaügyi reform
Kinevezésekor a "rég esedékes" munkaügyi reformot nevezte meg legfontosabb feladatának. 2014. március 12-én a kabinet kibocsátotta a kötött idejű szerződésekről szóló Poletti-rendeletet (amely Giuliano Poletti munkaügyi miniszterről kapta nevét) és a munkaerőpiaci reformokat tartalmazó munkahely-törvényt. A havi 1500 eurót el nem érő jövedelmeken mintegy 80 euróval csökkent az adóteher. Április 30-án Renzi Marianna Madia közigazgatási miniszterrel közösen jelentette be a közigazgatási reform alapelveit. A reformot június 13-án a kormány is elfogadta.

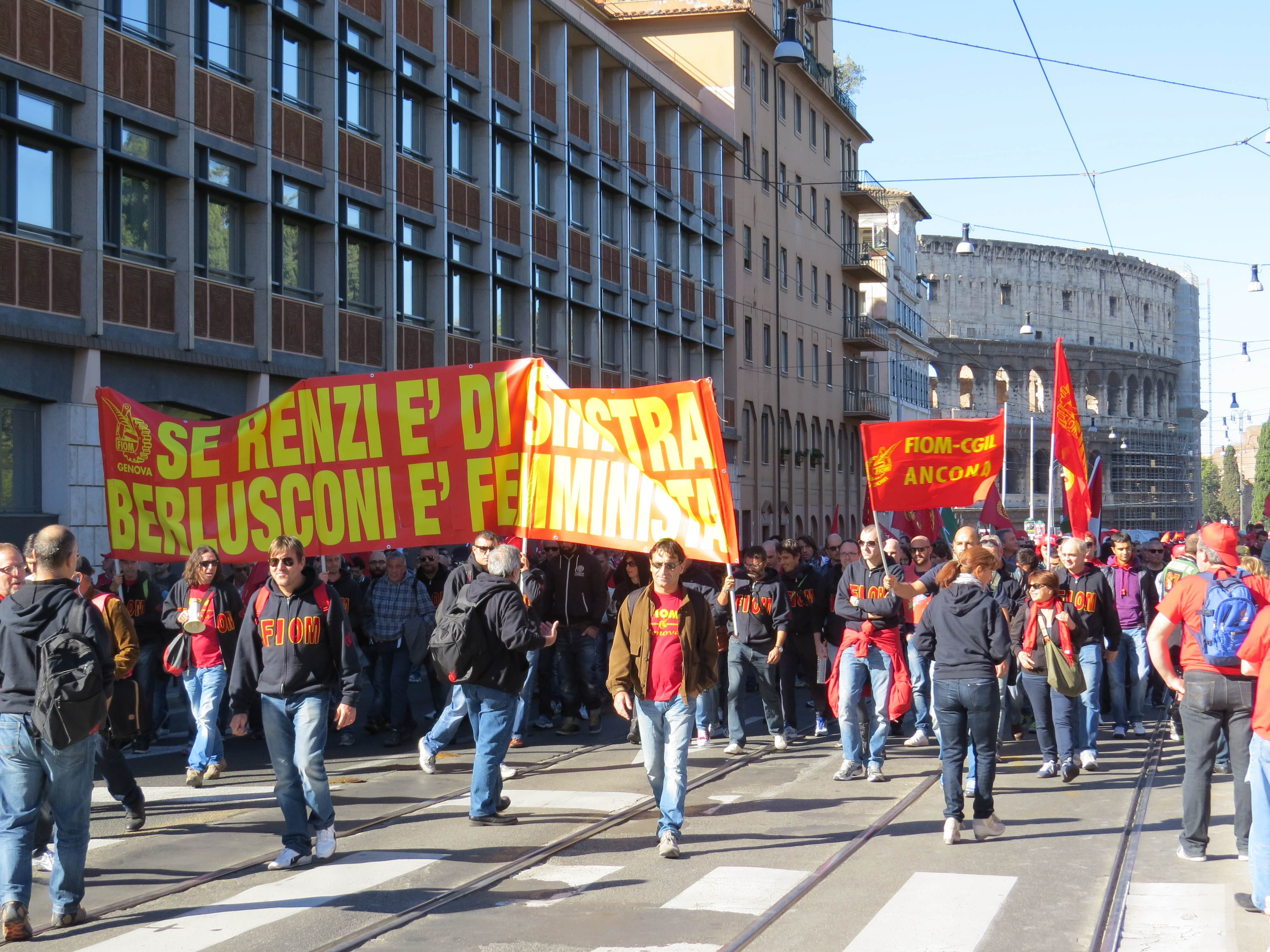
Szakszervezeti tüntetés a Colosseum közelében Renzi munkaügyi reformjai ellen.

Szeptemberben a kormány a parlament elé terjesztették a munkahely-törvényt, amely egyebek mellett eltörölte a munkáról szóló törvény 18. paragrafusát, amely a nem igazolható elbocsátástól védte a munkavállalókat. A legnagyobb olasz baloldali szakszervezeti konföderáció, az Olasz Általános Munkás Konföderáció (CGIL) és vezetői, Susanna Camusso and Maurizio Landini élesen bírálták a javaslatot. Még a Demokrata Párt Pier Luigi Bersani által vezetett balszárnya is bírálta a kormányt a reformért és azzal fenyegetett, hogy nem fogja megszavazni.
Szeptember 29-én a Demokrata Párt Nemzeti Bizottsága támogatta a munkahely-törvényt. A párton belüli törés ellenére a javaslat 130 támogató szavazatot kapott 20 ellenében, 11 tartózkodás mellett. Október 9-én a Szenátus megszavazta a törvényt, 165 igen, és 111 nem szavazattal. A szavazás előtt Giuliano Poletti munkaügyi miniszter kénytelen volt rövidre fogni beszédét, az ellenzéki 5 Csillag Mozgalom és az Északi Liga képviselőinek hangos tiltakozása miatt, akik közül egyesek pénzérméket és papírcetliket hajigáltak.
Angela Merkel német kancellár, aki épp Milánóba látogatott és korábban is olasz reformokat sürgetett, úgy üdvözölte a munkaügyi törvényt, mint fontos lépést a foglalkoztatási nehézségek elhárítására.
Október 25-én csaknem egymillió ember vett részt Rómában a CGIL szervezte tüntetésen a munkaügyi reformok ellen. A Demokrata Párt néhány tekintélyes tagja is részt vett a demonstrációban, köztük Gianni Cuperlo, Stefano Fassina és Pippo Civati. November 8-án a három legnagyobb szakszervezet – a CGIL, a CISL (Confederazione Italiana Sindacati Lavoratori) és az UIL (Unione Italiana del Lavoro) – szervezett több mint százezres közalkalmazotti tüntetést Rómában.
November 25-én a képviselőház is jóváhagyta a munkahely-törvényt, 315 szavazattal. Az 5 Csillag, az Északi Liga és a Demokrata Párt csaknem negyven képviselője tartózkodott. December 3-án a javaslat megkapta a végső jóváhagyást a Szenátustól, és ezzel törvénnyé vált.

##### Gazdaságpolitikája

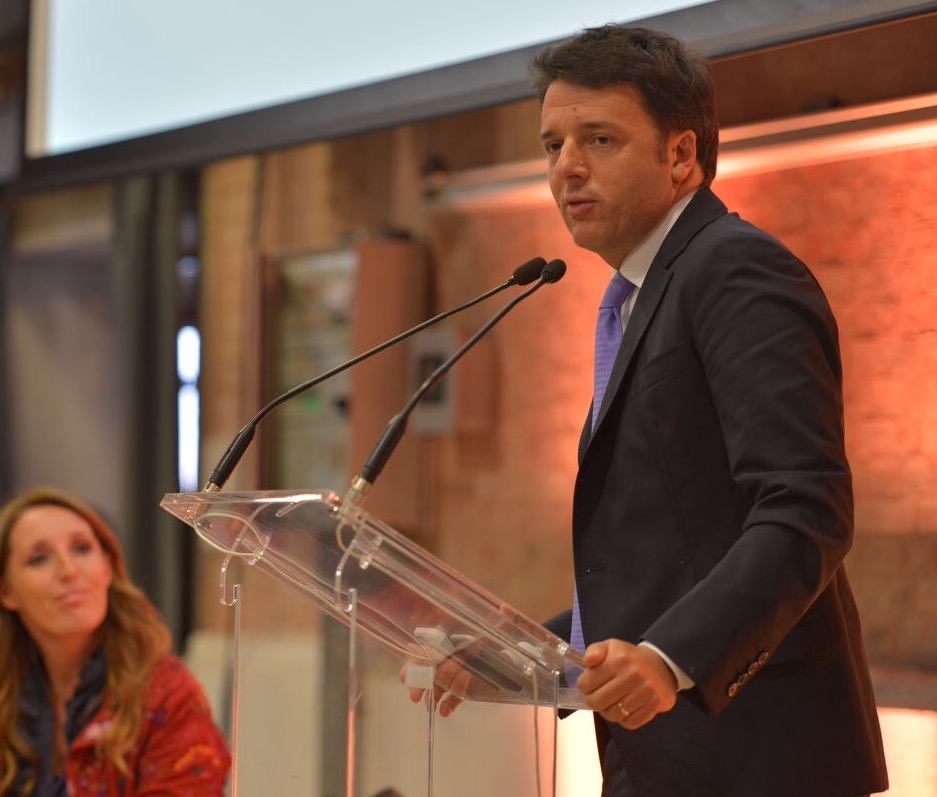
Renzi miniszterelnök a velencsi Ca' Foscari Egyetemen beszél.

2014 márciusában a kormány nagy számban bocsátott aukcióra állami vezetők használta luxusautókat. Az 1500 áruba bocsátott autó közt kilenc Maserati és két Jaguar is volt. 170 autót azonnal el is adtak az eBayen keresztül.
Áprilisban, ipari reformjainak részeként Renzi lemondásra kényszerítette a legnagyobb állami vállalatok – az Eni, a Terna, Finmeccanica, az Enel és az Olasz Posta (Poste italiane) vezérigazgatóit. Poste Italiane. Arra hivatkozott, hogy megrendült bennük a közbizalom. A megürült pozíciókba többnyire nőket nevezett ki, ami újdonság volt, mert női vezetők korábban nem töltötték be ezeket az állásokat.
Augusztus 1-én Renzi meghozta a Tedd szabaddá Olaszországot rendelet korábban leállt projektek újraindítására és a közigazgatás további egyszerűsítésére. Ennek a gerince a Millegiorni, vagyis az ezernapos program volt. Szeptember 1-én Renzi útjára bocsátotta a passodopopasso.italia.it internet oldalt, amelyen a polgárok követhetik az ezernapos program megvalósulását.
Október 9-én jelentette be Renzi első pénzügyi törvényét (Legge di Stabilità), amelyet október 28-án az Európai Bizottság is jóváhagyott.
A gazdaság továbbra is stagnált. 2015 februárjában a kormány bejelentette azt a tervet, hogy megszüntetik azt a szabályt, amely a szövetkezeti pénzintézetek tulajdonosainak szavazati arányát egyetlen szavazatban határozta meg a közgyűléseken. Az Európai Bizottság ezt követően azt jósolta, hogy az olasz gazdaság a tavaszra növekedni kezd. Bejelentették, hogy eltörlik az IRAP-ot, a termelést terhelő regionális adót. A 2016-os költségvetés tárgyalása során Renzi azt is megígérte, hogy el fogják törölni az IRPEF, IMU és TASI nevű adókat, amelyek, sorrendben, a magánszemélyeket, a közszolgáltatásokat és a lakhelyeket terhelik. 2015 májusában 0,3 százalékos gazdasági növekedési adatot jelentettek be, és ezzel véget ért az olasz gazdaság recessziója.
2016 januárjában Renzi azt állította, hogy politikája 500 ezer új munkahelyet teremtett.

##### Alkotmányos reformok

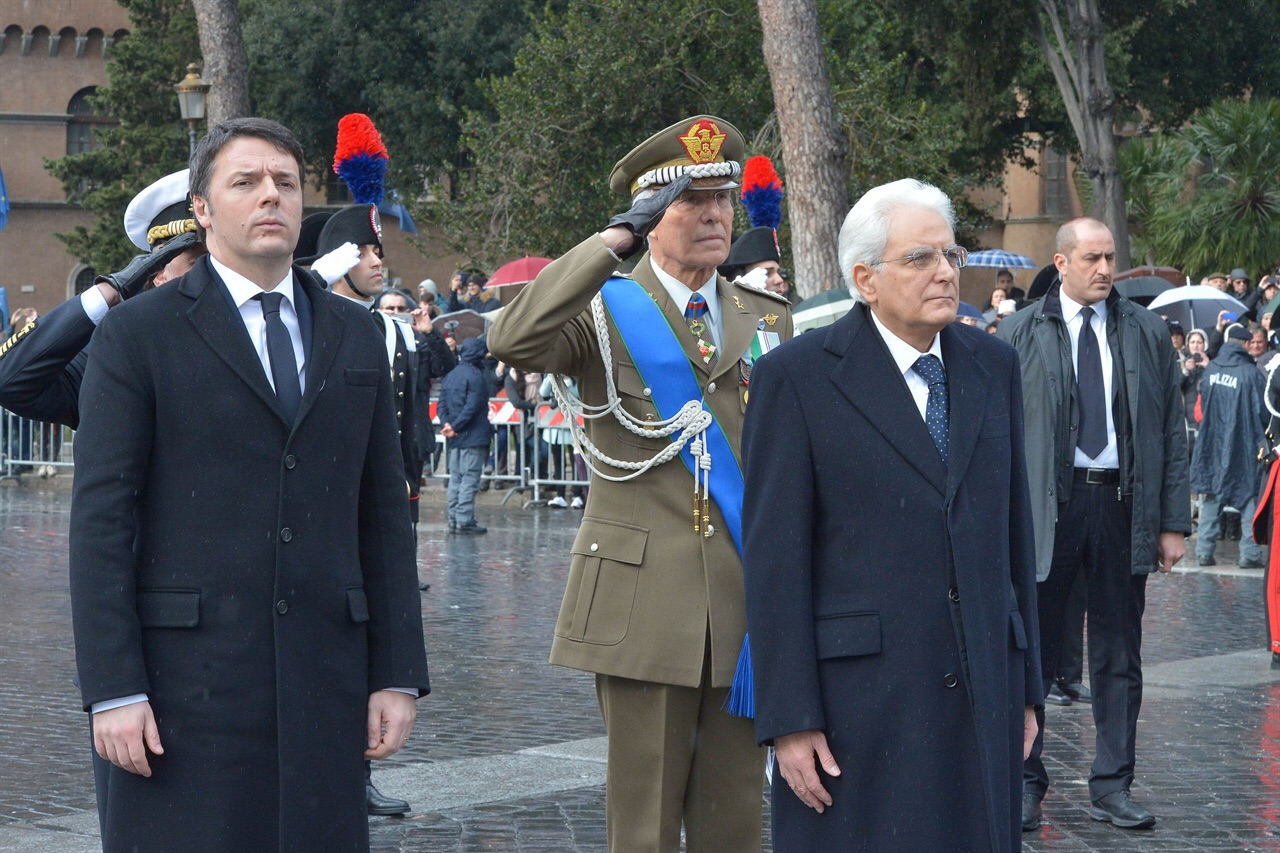
Renzi, Sergio Mattarella elnök társaságában csapatszemlén vesz részt.

Kormányfővé kinevezésekor az alkotmányos reformot jelölte meg egyik fő feladataként. Az olasz intézményrendszer 1948 január 1 óta lényegében változatlan. Ekkor lépett életbe az olasz alkotmányozó gyűlés által 1947. december 22-én elfogadott olasz alkotmány.
Renzi reformcsomagja az első lépésben az úgynevezett "tökéletes kétkamarásság' megszüntetését célozta, amely azonos jogokat adott az olasz Képviselőháznak és a Szenátusnak. A Szenátus tagjaink száma és hatalma lényegesen csökkent volna. A reformok értelmében megszűnt volna a Szenátus joga, hogy bizalma megvonásával kikényszerítse a kormány lemondását. Csak néhány fajta jogszabálynak kellett volna keresztülhaladnia a Szenátuson: köztük az alkotmányjavaslatok, az alkotmánymódosítások, a helyi érdekeket és népszavazásokat, illetve a nyelvi kisebbségek védelmét érintő jogszabályok. A Szenátus csak korlátozott esetekben javasolhatna törvénymódosítást, és mindig a Képviselőházé volna a végső szó. A Szenátus összetétele is megváltozna, és a német Bundesrat mintájára régiókat képviselő tagokat neveznének ki a Szenátusba.
2014. március 11-én a Képviselőház jóváhagyta a Szenátus átalakításéról szól tervet és Renzi alkotmányos reformja második szakaszát, a választási rendszer reformját. Március 26-án, bár a koalíció több pártján belül is volt ellenkezés, a Szenátus is megszavazta a tartományi reformokat, 160 igen és 133 nem szavazat mellett. Május 6-án a Szenátus Alkotmányügyi Bizottsága jóváhagyta a Szenátus reformjáról szóló törvényjavaslatot. A nagyléptékű reformok miatt, amelyek a miniszterelnök hatalmát is növelték volna, egyes politikusok és alkotmányszakértők, mint Stefano Rodotà és Fausto Bertinotti autoriterséggel és demokráciaellenességgel vádolták meg Renzit.

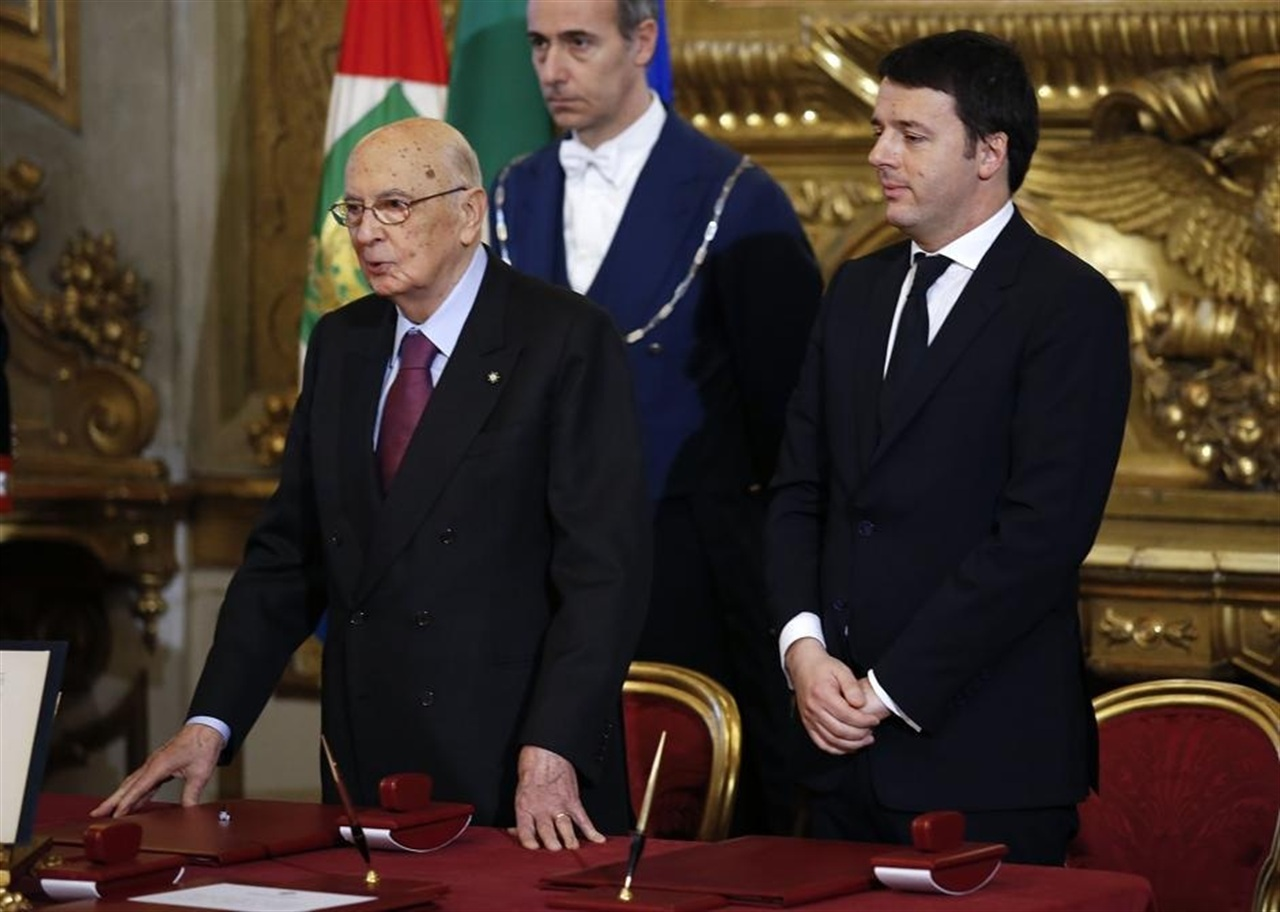
Matteo Renzi Giorgio Napolitano elnökkel.

Renzi 2014 áprilisában javasolta az "Italicum" rendszert, egy olyan arányos választási rendszert, amely megnöveli a 40 százaléknál nagyobb szavazati arányt elérő pártok mandátumszámát a stabil hosszútávú kormányzás biztosítása érdekében. Az 5 Csillag és saját Demokrata Pártja kisebbsége ellenezte a javaslatot, nem úgy a korábbi miniszterelnök Silvio Berlusconi, aki még mindig aForza Italia vezetője volt, bár adóelkerülési ügye miatt a Szenátust elhagyni kényszerült. Renzi és Berlusconi megegyezése a reformról a nazarenói paktum nevet kapta, mert az ilyen nevű utcában van a Demokrata Párt székháza, ahol a két politikus először találkozott, hogy a reformról tárgyaljon.
A Berlusconival való megegyezés miatt Renzi durva kritikákat kapott saját pártja baloldali kisebbségétől és Beppe Grillo 5 Csillagjától, aki megállapította, hogy a nazarenói paktum megmutatta: nincs semmi különbség az olasz balközép és jobbközép között. A Demokrata Párt aggodalmainak ellenére az Italicumot az olasz szenátus véglegesen jóváhagyta 2015. január 27-én, a Forza Italia szenátorai támogatásának köszönhetően.
2015. április 28-án, aggodalmában, hogy a reform nem megy át, Renzi bejelentette, hogy bizalmi szavazást kér a választási reformról. Az 5 Csillag, a Forza Italia és a Demokrata Párt egyes baloldali képviselői élesen tiltakoztak ez ellen, még Benito Mussolinivel is párhuzamba állították Renzit. (A Mussolinit hatalomra segítő Acerbo törvény és Alcide De Gasperi csalásnak bélyegzett törvénye óta ez lett volna a harmadik eset, amikor a választási törvényt bizalmi szavazás kíséri.) Május 4-én a Képviselőház elfogadta a választási törvényt, 334 támogató és 61 ellenző szavazattal. A Demokrata Párt képviselőinek egy része ellene szavazott.
Október 13-án a Szenátus is jóváhagyta a törvényt. Mellette 176-an szavaztak, ellene 16-an, és nagyszámú képviselő tartózkodott a szavazástól a törvényről, amely saját házuk hatalmát nyirbálta meg drasztikusan. Az utolsó szavazást 2016. április 16-án tartották a Képviselőházban, amely 361 szavazattal hagyta jóvá a törvényt, miután az ellenzéki képviselők elhagyták a házat.
2016. december 4-én azonban az olasz választók népszavazáson utasították el Renzi alkotmányos reformjait.

##### A bevándorlás
A líbiai és a szíriai polgárháborúk következtében Renzi, mikor 2014-ben miniszterelnök lett, a bevándorlók tömeges beáramlásának problémájával szembesült. Egyre nőtt azoknak a bevándorlóknak a száma, akiket a tengeren mentettek meg és déli olasz kikötőkbe szállítottak, és emiatt Renzit bírálták a bevándorlás-ellenes pártok: az Északi Liga, az 5 Csillag és Berlusconi Forza Italiája. 2014-ben a kabinet törvényerejű rendeletet hozott bevándorlók nemzetközi védelméről. 2014 novemberében Renzi elrendelte, hogy az olaszok menedzselte költséges Mare Nostrum mentőműveletet váltsa fel a Frontex kezelte és több EU-tag szponzorálta Triton művelet.
2014-ben 170 100 migráns érkezett Olaszországba tengeren, háromszor annyi, mint 2013-ban. 141 484-en Líbiából érkeztek. A legtöbb bevándorló Szíriából, Eritreából és több nyugat-afrikai országból érkezett. Az olasz miniszterelnök egy beszédében "új rabszolga-kereskedelemnek" nevezte a menekültek tömeges csempészését. Azóta további ezrek fulladtak a tengerbe az átkelés közben.

#### Külpolitikája

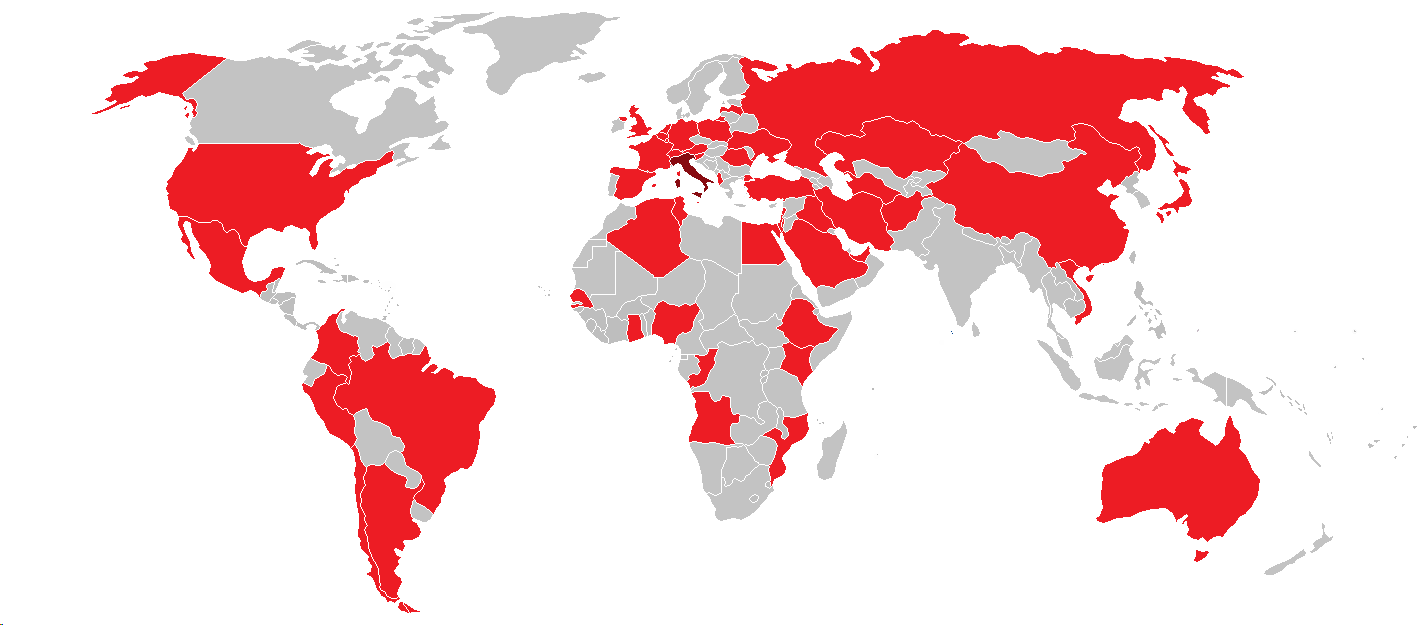
Renzi miniszterelnöki hivatalos útjai

Miniszterelnökként szoros kapcsolatot ápolt Barack Obama amerikai elnökkel. Támogatta a 2014-es katonai támadást az Iszlám Állam ellen. több száz olasz katonával és négy Panavia Tornado repülőgéppel. Támogatta az Oroszország elleni nemzetközi szankciókat az oroszok ukrjanai beavatkozásai miatt. Jó kapcsolatot alakított ki Shinzō Abe japán kormányfővel, aki dicsérte az olasz reformokat.
A Földközi-tenger térségében Renzi egyik fő szövetségese Abdel Fattah el-Sisi egyiptomi elnök volt. A két politikus számos kétoldalú találkozón vitatta meg az Olaszországba irányuló bevándorlás problémáját és a Közel-Kelet és Észak-Afrika feszültségeit.
Az Európai Unión belül miniszterelnökként Renzi közeli viszonyban volt François Hollande francia elnökkel és Manuel Valls francia miniszterelnökkel, különösen az utóbbival, akit Renzi saját harmadikutas politikája modelljének tekintett.

## A miniszterelnökség után

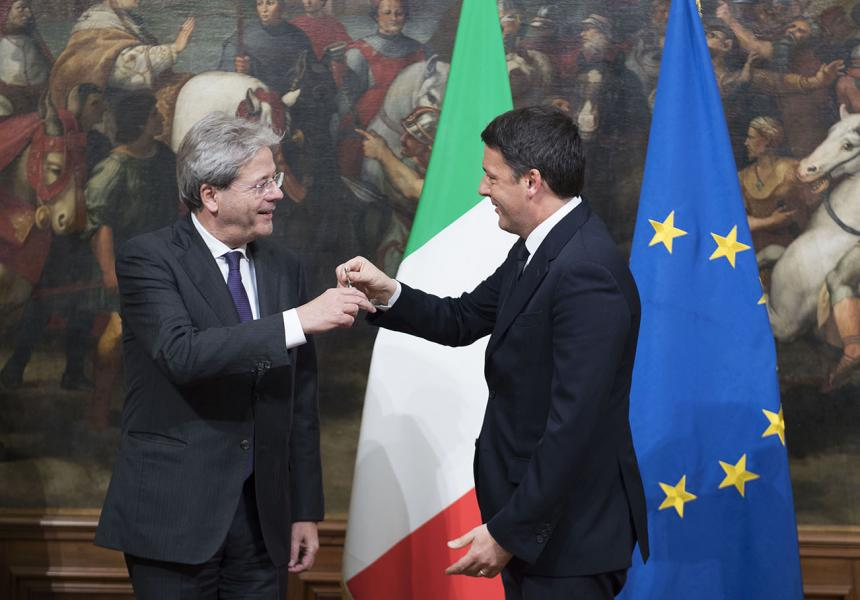
Renzi Paolo Gentiloni miniszterelnök beesketésén.

Lemondása után a Demokrata Párt titkára (tehát első számú vezetője) maradt. Pártja vezetőjeként a Szenátusban és a Képviselőházban is támogatta a korábbi külügyminisztere, a szintén demokrata párti Paolo Gentiloni vezette új kormányt.
Az alkotmányreform népszavazási elutasítását követően a parlamentnek meg kellett változtatnia a Renzi-kormány által 2015-ben módosított választási törvényt. Ennek az új változásnak az értelmében az Itlaicum csak a képviselőházi küldöttek választását szabályozza, a szenátorokét nem. Ha a reform átmegy, utóbbiakat közvetett választás útján jelölték volna ki. 2016. december 18-án Renzi a Mattarellum bevezetését javasolta választási törvényként. Ezt 1993 és 2004 között használták Olaszországban és egy olyan vegyes rendszer volt, amiben a mandátumok 75 százalékát az elsőként végzett jelölt nyerte ("first-past-the-post") és a maradék 25 százalékot szavazatarányosan osztották el. A Szenátus és a Képviselőház nem különbözött a szavazatarányos mandátumok elosztásában, mindkettő a D’Hondt-módszert használta.
A Demokrata Párt közgyűlésén 2017. február 17-én Renzi lemondott a titkári posztról, ugyanakkor bejelentette, hogy indul a párt 2017-es belső választásain. Pár nappal korábban bocsátotta útjára az In Cammino ("Útban") mozgalmat, jelöltségének támogatására.

## Családja

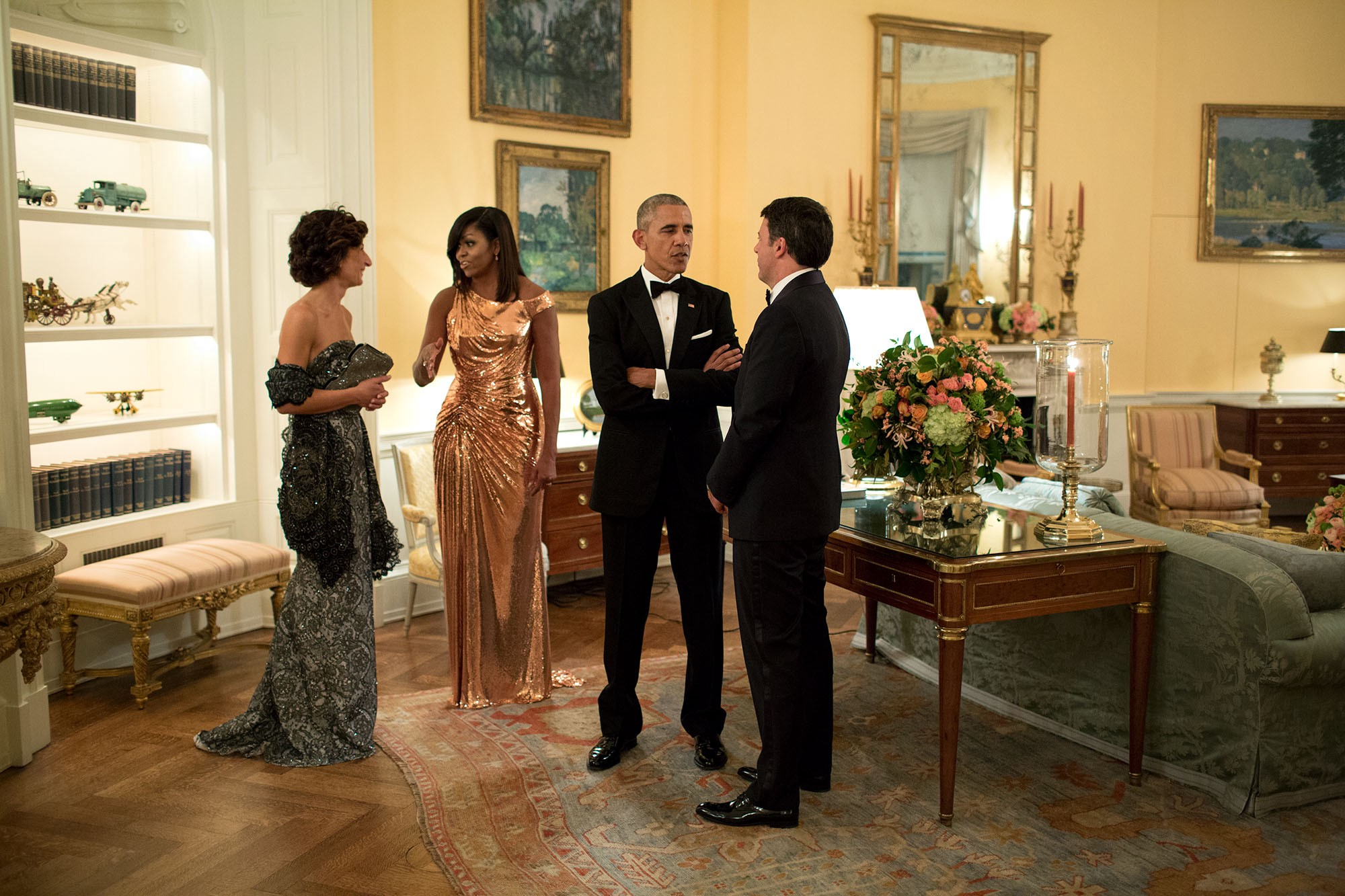
Renzi és felesége, Agnese Landini Barack elnökkel és feleségével, Michele Obamával a Fehér Házban, 2016 októberében.

1999-ben vette feleségül Agnese Landini bölcsészhallgatót, ma firenzei középiskolai tanárt. Három gyerekük született.
A család rendszeresen jár misére és az Associazione Guide e Scouts Cattolici Italiani, a legnagyobb olasz cserkész szövetség aktív tagjai.
Nagy futballdrukker, szülővárosa Firenze csapata, a Fiorentina szurkolója.
Húga, Benedetta a 2014-es helyhatósági választásokon a Bologna melletti városka, Castenaso demokrata párti helyi képviselője lett. Apja, Tiziano pedig korábban a Firenze-közeli Rignano sull’Arno kereszténydemokrata párti helyi képviselője volt.

## Érdekességek
- 1994-ben a Szerencsekerék olasz változatának egyik játékosa volt.[75]
- Hiányos angol nyelvtudásából gyakran készül paródia és hiányossága miatt számos kritika érte,[76][77] egy internetes oldal állítása szerint az olasz miniszterelnökök közül Renzinél csak Silvio Berlusconi tud kevésbé angolul.[78]

## Botrányok, bírósági eljárások és Magyarországgal szembeni kritikái
- Renzi Firenze megye elnökségi ideje alatt a városvezetés a számviteli bevallásban nem a törvénynek megfelelő jövedelmi kategóriába sorolt 4 alkalmazottat, akik Renzi személyes barátai voltak. Az olasz számviteli törvény szerint aki nem rendelkezik diplomával az a C kategóriába tartozik, ám ők D kategóriába sorolták a diplomával nem rendelkező 4 alkalmazottat, így a fizetésük 1.200 euró volt a törvényben előírt 1.150 helyett. 2011. augusztus 5-én a Toszkána tartományi számvevőszék 20 önkormányzati és vezető kollégájával együtt első fokon kártérítésre ítélte költségvetési csalás miatt.[79][80] A számvevőszék azzal vádolta őket, hogy 50 ezer euróval károsították meg az önkormányzatot, 14 ezer eurót pedig Renzi kapott kézhez. Renzi fellebbezést nyújtott be az ítélet ellen és további vizsgálatot rendelt el, a vád hanyag munkájára hivatkozva.[81] A számvevőszék 2014 szeptemberében beidézte Renzit kihallgatásra, hogy megállapítsák a költségvetési csalásban való személyes felelősségét.[82] 2015. február 6-án a Toszkána tartományi számvevőszék felmentette az ítélet alól első fokon.[83]
- 2012. október 8.: Alessandro Maioranno, a Firenzei önkormányzat egyik munkavállalója feljelentést tett a Pénzügyőrségen Matteo Renzi ellen, aki Firenze megye elnökeként és Firenze város polgármesterként haszont kapott a városvezetés nyugdíjalap-kezelő pénzéből. Ezt a pénzt a CHIL s.r.l nevű családi vállalkozásába fektette, aminek 8 hónapig ügyvezető igazgatója volt, az előtt, hogy megválasztották volna Firenze megye elnökének.[84][85] Renzi ezt azzal indokolta, hogy ez a pénz a vállalkozás díjazásának az átalakítását szolgálta, amely egyenes következménye volt annak, hogy vezetőnek nevezték a leendő polgármester-jelöltet. Annak ellenére, hogy nem indult bírósági eljárás az ügyben, Renzi lemondott az alapkezelő éléről, közben Maiorannot letartóztatták rágalmazás vádjával.[86][87] 2015 júliusában az Il Fatto Quotidiano napilap oknyomozást tartott és kiderítették, hogy Renzi állítólag egyáltalán nem akarta visszafizetni azt a 200 ezer eurós összeget, amit nyugdíj alapkezelői elnökként vett fel. Ezzel egy időben átvett egy körülbelül bruttó 48 ezer eurós végkielégítést a 2004-2014 közötti időszakból.[88]

Renzi többször is kritizálta az Európai migrációs válság kapcsán Magyarországot:
- 2015. szeptember 28-án egy New York-i találkozón úgy nyilatkozott, hogy "Európa problémája nem Oroszország, hanem Magyarország, aki újabb falat akar emelni."[89]
- 2016. október 25-én megjegyezte, hogy "aki falat emel elfelejtheti a pénzünket" utalva arra, hogy akár az uniós támogatások megvétózását is kilátásba helyezi Olaszország és azt mondta hogy "nincs rendben hogy erkölcsi leckét ad Magyarország, Csehország és Szlovákia, de nem segítenek".[90][91] Szijjártó Péter külgazdasági és külügyminiszter úgy érvelt válaszként, hogy a Schengeni egyezmény szabályait "betartó közép-európai országokat támadja, miközben országa nem teljesíti a schengeni övezethez való tartozásból adódó kötelezettségeket."[91]

## Fordítás
- Ez a szócikk részben vagy egészben a Matteo Renzi című angol Wikipédia-szócikk ezen változatának fordításán alapul.  Az eredeti cikk szerkesztőit annak laptörténete sorolja fel. Ez a jelzés csupán a megfogalmazás eredetét és a szerzői jogokat jelzi, nem szolgál a cikkben szereplő információk forrásmegjelöléseként.